# 天主教塞哥維亞教區
天主教塞哥維亞教區（拉丁語：Dioecesis Segobiensis）是天主教會在西班牙的一個教區。屬巴利亞多利德總教區。
教區成立於527年，位於塞哥維亞省。2010年有教友155,200人，佔轄區總人口94.1%。教區下轄301個堂區，有164名司鐸。現任主教為安赫爾·盧比奧·卡斯特羅。